# Katastrofa lotnicza w Quito (2009)
Katastrofa lotnicza w Quito – katastrofa lotnicza miała miejsce 19 marca 2009 roku w Quito, stolicy Ekwadoru. Na pokładzie wojskowego samolotu Beechcraft B200 King Air znajdowali się trzej żołnierze oraz żona i dziecko jednego z nich. Załoga próbowała wylądować w gęstej mgle na Międzynarodowym Lotnisku Quito, kiedy podczas podejścia samolot zahaczył o budynek i wbił się w czteropiętrowy apartamentowiec. W wyniku katastrofy zginęli wszyscy pasażerowie i załoga samolotu oraz dwoje ludzi znajdujący się w budynku. To czwarta katastrofa samolotu w tym rejonie.